# إيليان إفتيموف
إيليان إفتيموف (بالفرنسية: Ilian Evtimov)‏ مواليد 28 أبريل 1983 في صوفيا، هو لاعب كرة سلة بلغاري. بدأ مسيرته الاحترافية في سنة 2006. يلعب مع فريق شوليه باسكت. يحمل الرقم 3. يبلغ طوله 6 قدم 7 بوصة (2.0 م).

## المسيرة الاحترافية
لعب مع سي بي إستوديانتس في الدوري الإسباني في سنة 2006، ثم لعب مع فيرتوس بالاكانسترو بولونيا في موسم 2006–2007، ثم لعب مع سكايلاينرز فرانكفورت في الدوري الألماني من سنة 2007 إلى 2009، ثم لعب مع نادي ليماسول لكرة السلة في موسم 2009–2010، ثم لعب مع إلان شالون في الدوري الفرنسي من سنة 2010 إلى 2016، ثم لعب مع شوليه باسكت في سنة 2016.

## روابط خارجية
- إيليان إفتيموف على موقع الاتحاد الدولي لكرة السلة (الإنجليزية)
- إيليان إفتيموف على موقع الدوري الأوروبي لكرة السلة (الإنجليزية)
- إيليان إفتيموف على موقع الدوري الإسباني لكرة السلة (الإسبانية)
- إيليان إفتيموف على موقع كرة السلة الأوروبية.كوم (الإنجليزية)
- إيليان إفتيموف على موقع كلية كرة السلة في سبورتس رفرنس.كوم (الإنجليزية)
- إيليان إفتيموف على موقع ريلجم (الإنجليزية)
- إيليان إفتيموف على موقع بروبوليرز (الإنجليزية)
- إيليان إفتيموف على موقع سبورتس رفرنس (الإنجليزية)